# Комендантская башня
Коменда́нтская ба́шня (ранее — Колыма́жная, Глуха́я) — глухая башня северо-западной стены Московского Кремля. Была построена в 1495 году под руководством итальянского архитектора Алевиза Фрязина Старого. Изначально получила название по располагавшемуся близ неё Колымажному двору, где хранились царские повозки. Позднее стала именоваться Глухой, современное название получила в XIX веке, когда в соседнем Потешном дворце была устроена резиденция московского коменданта.

## История

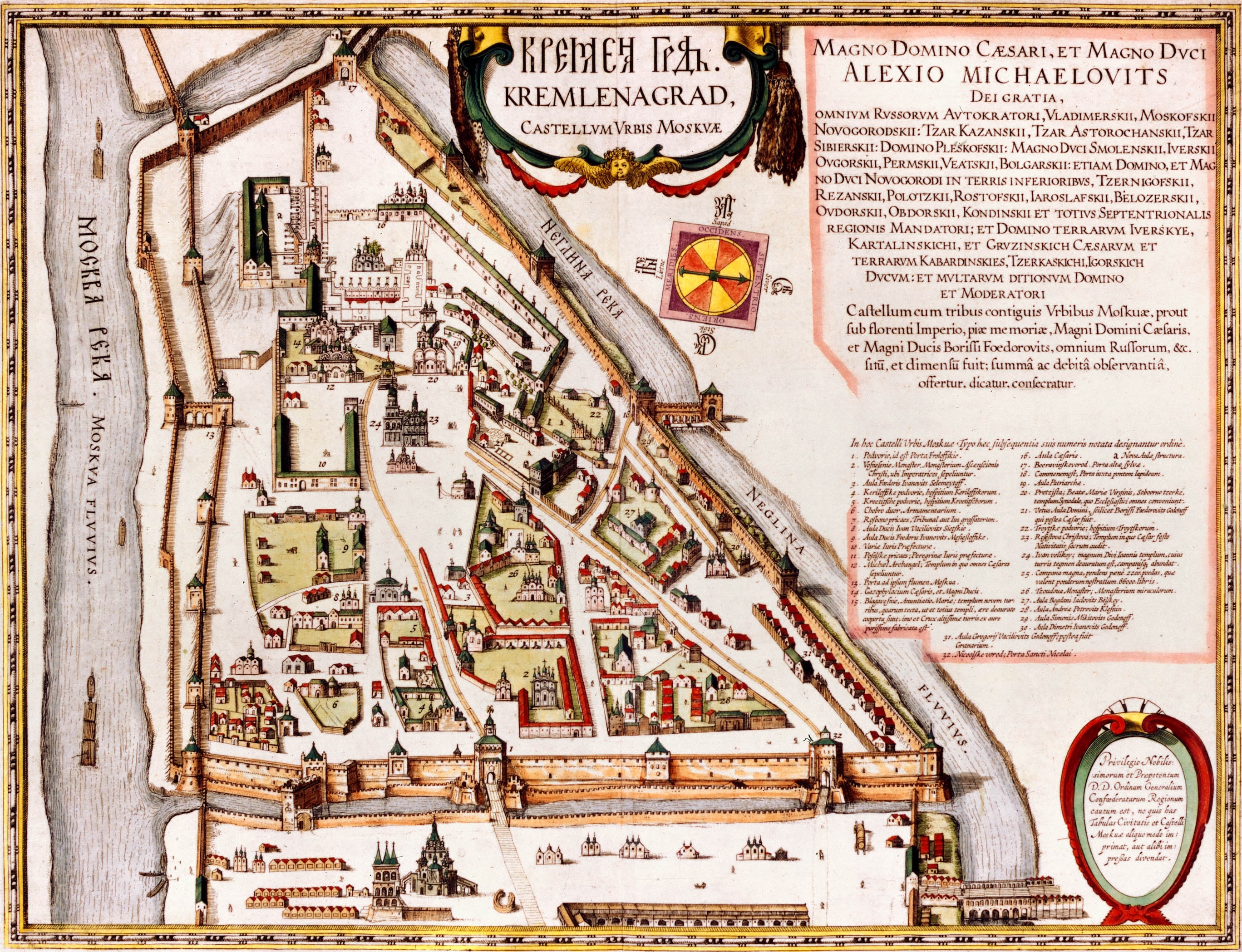
План Московского Кремля, XVII век

### Строительство
В конце XV века под руководством Пьетро Антонио Солари началось возведение северо-западной стены Кремля. Однако в ноябре 1493 года архитектор скончался, и работы были приостановлены. Из-за глинистых почв территория у подножья недостроенных укреплений постепенно заболачивалась и превращалась в пойму реки Неглинной. Это вызывало опасность разрушения грунта на подступах к крепости. Для окончания работ Иван III пригласил из Милана новых «стенных и палатных мастеров». Комендантскую башню возводили под руководством Алевиза Фрязина Старого. Из-за крупномасштабного пожара 1493 года, разрушившего северо-западную стену, к работам удалось приступить только в 1495 году. Летописные свидетельства сообщают, что по указу царя «заложи стену градную <…> возле Неглинны, не по старой, города прибавиша».
Перед началом строительства Алевиз Фрязин укрепил склоны к реке Неглинной, чтобы они могли выдержать давление массивных конструкций. Архитектор возвёл вдоль обрывистого берега водотока арочные перемычки, сровнявшие неровности грунта, и только после этого приступил к работам по возведению северо-западной стены. Колымажная башня была выстроена по всем правилам фортификационного искусства. Она являлась самостоятельной крепостью, защитники которой могли продолжать оборону даже при захвате других башен неприятелем. Строение малозаметно выступало за прясла стен и представляло собой невысокую прямоугольную башню из обожжённого кирпича. Она не была оснащена воротами и всходами на стены крепости, однако её оборудовали бойницами для фронтального и фланкирующего обстрела. Как и у других башен Кремля, конструкция завершалась зубцами-мерлонами и деревянной скатной крышей.
Изначально башня получила название Колымажной в честь располагавшегося рядом двора с царскими повозками — колымагами, санями и парадными каретами. Однако после пожара 1547 года двор перенесли в западную часть Белого города. Позднее башню стали также именовать Глухой, так как она была непроездной.

### XVII—XVIII века
Глухую башню выстроили на одном уровне с рекой Неглинной вплотную к пойме, поэтому воды реки просачивались в подстенье сооружения. Чтобы избежать дальнейшего разрушения укреплений от сырости, в XVII веке башню и стену вдоль водотока укрепили контрфорсами. В результате у основания образовалось скошенное утолщение — талус.
На плане Москвы 1613 года башня изображена в отдалении от берегов Неглинной и представляет собой четырёхгранный объём с небольшим полиэдральным шатром. К 1667 году здание сильно обветшало, в описи порух того времени указано, что в нём «своды сыплютца и на башне все худо и лестницы худы». В 1676—1686 годах проходила реставрация кремлёвских укреплений. В этот период деревянную кровлю Коломяжской башни заменили кирпичным парапетом с ширинками и дополнили декоративным каменным шатром с позолоченным флюгером. Нижний четверик сооружения оборудовали машикулями, позволявшими вести навесной бой. В конце XVII века при перестройке башен их заложили изнутри за ненадобностью.
По указу Петра I в 1701 году проводилась опись сооружений Кремля. Согласно отчёту, на тот момент Колымажная башня имела следующие размеры: длина — 4,5 сажени (9,6 метра), ширина — 3,75 сажени (8 метров), высота — 15,33 сажени (32,7 метра). Её украшали полуколонны и ширинки, а черепичный шатёр был выкрашен в зелёный цвет. Сохранившиеся росписи государственных расходов свидетельствуют о закупке свинца, который и придавал глазури зелёный оттенок.
В 1707 году из-за возраставшей угрозы атаки шведов кремлёвские укрепления начали подготавливать к возможной осаде. У подножья стен и башен вдоль реки Неглинной насыпали земляные валы, а также установили пять больверков — фортификационных сооружений треугольной формы для защиты береговой линии. Перед Глухой башней выстроили Неглинный бастион. После победы в Полтавской битве потребность в оборонительных конструкциях отпала, тем не менее их решено было сохранить и они медленно ветшали. К 1765 году прясло стены между Колымажной и Оружейной башнями обветшало и осыпалось на семь саженей. В конце XVIII столетия песчаные бастионы Петра I попытались восстановить в упрощённой форме, однако из-за этого на участке водотока возле башни образовалось болото.

### XIX век

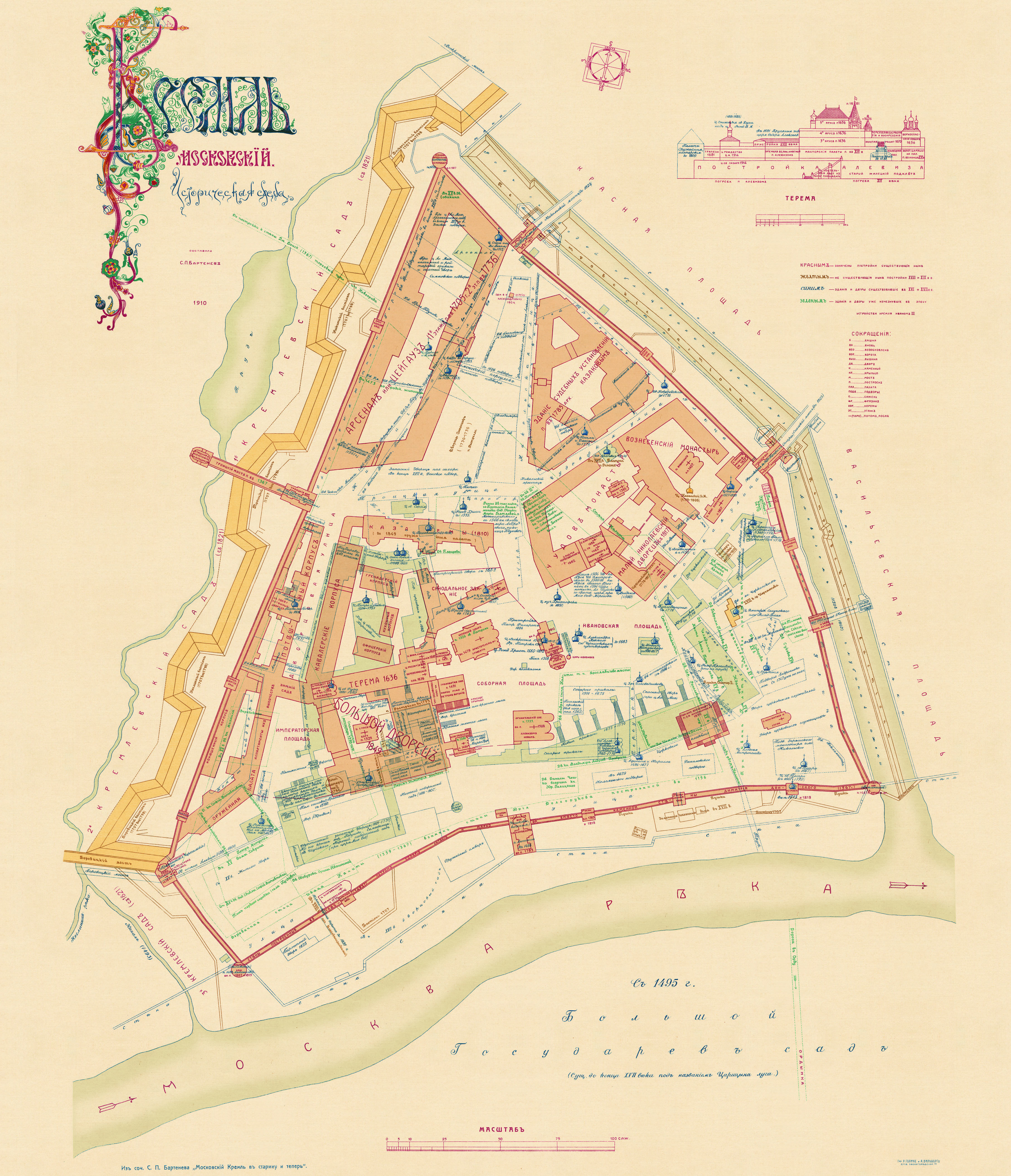
Карта Кремля с обозначением Петровских бастионов, 1910 год

Перед коронацией Александра I начальник Дворцового управления Пётр Валуев начал работы по благоустройству Кремля. С 1801 года проходила масштабная реконструкция полуразрушенных башен. Шатёр на Колымажной башне покрыли новой глазурью, машикули и парапеты облицевали лещадью из мячковского известняка, восстановили водосточные трубы и заменили обветшавшие части конструкции новыми. Также откопали цоколь строения, который заново укрепили белым камнем в четыре ряда.
В 1806 году комендант Московского Кремля поселился в Потешном дворце, расположенном близ Глухой башни, после чего она стала именоваться Комендантской. Во время оккупации Москвы 1812-го башня не пострадала, так как заложенные у её основания снаряды не взорвались. После освобождения города от французских войск здание осмотрели на наличие «оставленных мин для разряда оных», а затем его исследовал реставратор Иван Еготов, признавший состояние башни удовлетворительным. В этот период берма перед Комендантской башней представляла собой овраг, куда горожане сбрасывали нечистоты, полуразрушенные Петровские бастионы использовали только зимой для катания с горок. В 1821 году при заключении реки Неглинной в коллектор их снесли. На месте бывшей поймы разбили сад, позднее получивший название Александровский. Условно парковая зона разделялась на три части, в каждой из которых играла своя музыка. Возле Комендантской башни располагался Второй Александровский сад. Парковая зона была выполнена в пейзажном стиле — растения по территории высадили живописными группами. В 1827-м шпиль башни выкрасили в зелёный цвет.
По проекту начальника Московского водопровода Андрея Дельвига в 1857 году башню планировалось оснастить водонапорными аппаратами для проведения в Большой Кремлёвский дворец мытищинской воды. На четвёртом ярусе башни установили резервуар с водой. Строение прислонили к корпусу Апартаментов Его Императорского Высочества и оборудовали межстенные переходы. Нижний объём башни планировалось объединить с чердаком Конюшенного корпуса.
В 1864 году архитектор Пётр Герасимов подготовил смету реставрации Комендантской башни. План предполагал замену изношенной черепицы и лещади, напольных покрытий. Также реконструкции требовали внутренние помещения двух нижних ярусов, обветшавшие элементы фасада и лестниц. В 1882-м под руководством архитектора Н. П. Смирнова обновили и починили белокаменный цоколь Комендантской башни и обвалившуюся кирпичную кладку. Перед коронацией Николая II архитектор В. П. Задонский провёл очередной ремонт строения.

### XX век

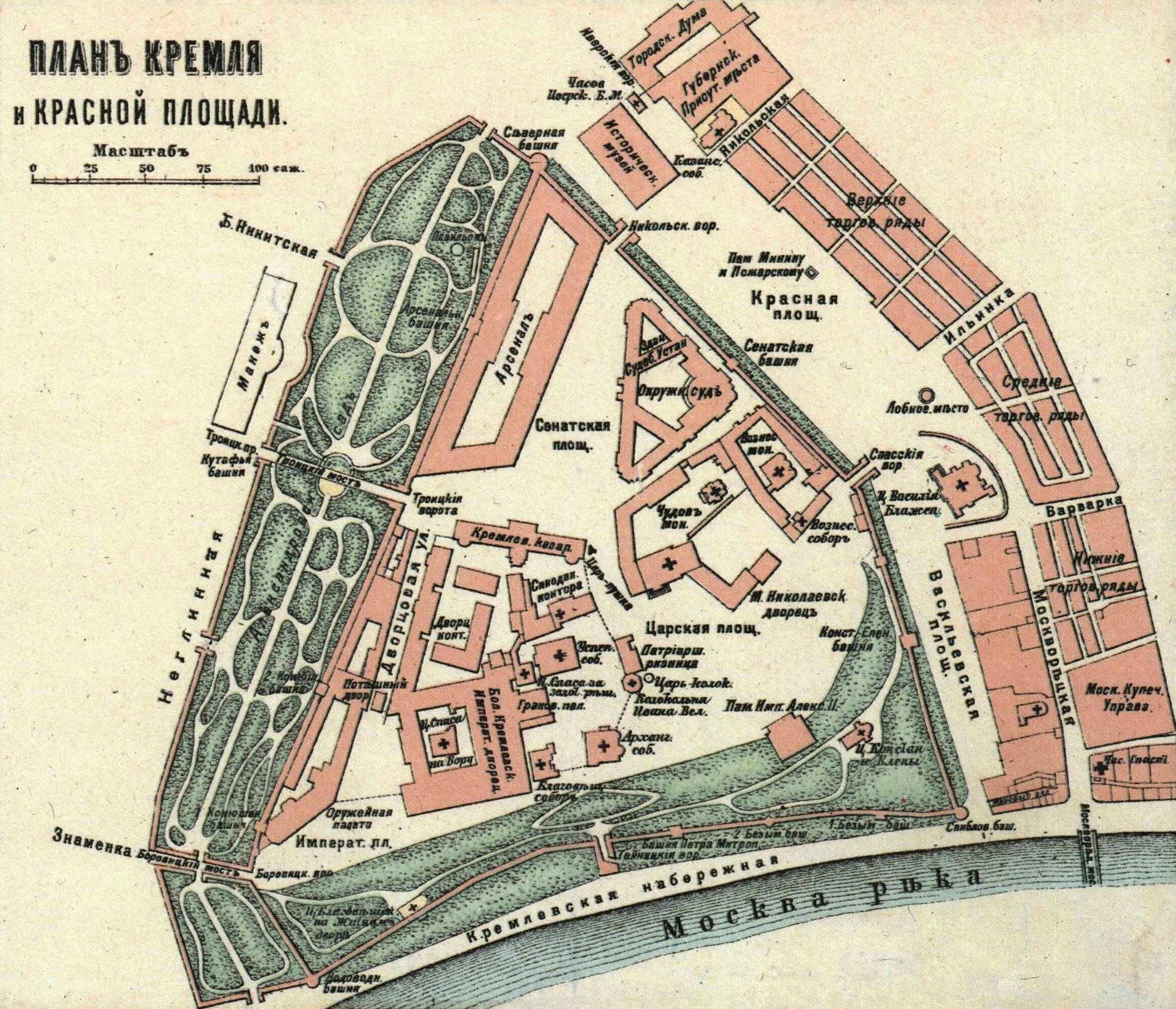
Карта кремля с планом Второго Александровского сада у стен Комендантской башни, 1917 год

Согласно акту осмотра Кремлёвских стен 1911 года, к началу XX века башня сильно обветшала. Исследование строения проводилось архитектором Александром Ивановым и членом Императорской археологической комиссии Петром Покрышкиным. Они зафиксировали, что столбы под шатром растрескались от ржавых железных связей, маленькие окошечки кровли поломались, полицы проржавели, осыпалась черепица. Наружная облицовка выветрилась, замшела и поросла травой. Тем не менее благодаря редким ремонтам башня сохранила свои архитектурные формы. Так, за парапетом четверика находился вымощенный камнями неширокий проход, тогда как в большинстве других башен к тому времени он был покрыт поверх парапета железом. Сохранилось и старинное ветрило в виде флажка на каменном шаре с подставкой, а также кованый орнамент над флажком, изображавший кустик.
В 1918—1919 годах проходила реставрация Комендантской башни под руководством архитектора Николая Марковникова при участии Ильи Бондаренко, Ивана Рыльского и Дмитрия Сухова. Во время бомбардировок Москвы 1941-го в ходе маскировки крепости кровли башен выкрасили в чёрный цвет. В 1965-м рядом с башней проводились археологические раскопки, во время которых были обнаружены арочные перемычки, возведённые Алевизом Фрязином. Очередной ремонт Кремлёвских стен проводился только в 1973—1981 годах и на тот момент стал самым масштабным из всех. Авторами проекта выступали архитекторы Алексей Васильевич Воробьёв и Алексей Иванович Хамцов. В этот период на Комендантской башне воссоздали белокаменный декор, ветхие детали заменили новыми, выполненными по сохранившимся образцам. Стены сооружения обработали из пароводоструйных машин, покрыли силикатной краской и водоотталкивающим раствором для защиты от воздействия окружающей среды.
После покушения на Владимира Ленина в 1918 году у стен Кремля расстреляли эсерку Фанни Каплан. В народе существует легенда, что с тех пор её призрак регулярно появлялся возле Комендантской башни.

### Современность
В 2017 году началась реставрация крепостных сооружений. По заявлениям директора ФСО историка Сергея Девятова, планировалось одновременно провести и укрепление, и очистку белокаменных наверший, а также отреставрировать декор и шатры башен. В июне 2018-го работы были частично закончены, и верхнюю часть Комендантской башни освободили от лесов. Однако вспомогательные конструкции в нижней части здания планировалось сохранить до осени, чтобы обеспечить беспрепятственный переход между пряслами стен.

## Архитектурные особенности

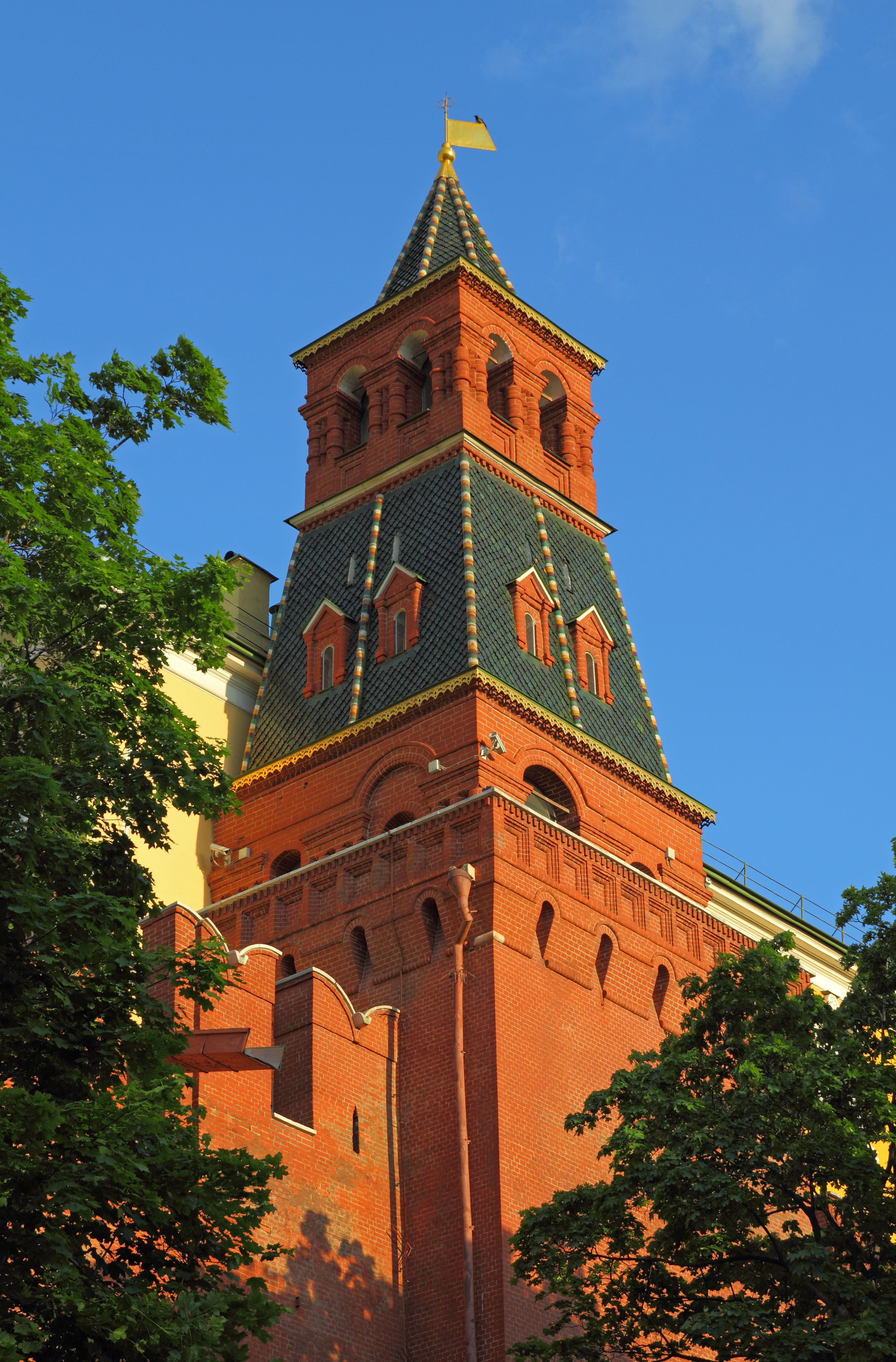
Шатёр и флигель Комендантской башни, 2012 год

Историк Сергей Бартенев в своей книге 1912 года «Московский Кремль в старину и теперь» указывает следующие размеры Комендантской башни, незначительно отличающиеся от данных начала XVIII века: высота — 18 саженей (38,4 метра), высота нижнего яруса — 10 саженей (21,3 метра), периметр основания — 19,5 саженей (41,6 метра). Также он приводит описание башни: 
Пропорции башни изящны, но в ней нет ничего характерного, пленяющего взор и приковывающего к себе внимание. Впрочем, усеченный шатер, дозорная вышка и шатрик, взятые отдельно, весьма пропорциональны; особенно красив шатрик, сидящий на вышке легко и нарядно.
 При этом в книге «Стены и башни Кремля» 1980 года отмечается, что со стороны Александровского сада высота башни достигает 41,25 метра. Здание имеет пять этажей, а толщина стен варьируется от 1,7 до 3,3 метров.
Основание Комендантской башни сохранилось с конца XV века, о чём свидетельствуют планы Кремля XIX века, где присутствуют отметки о древнем фундаменте. На чертежах того же периода видно, что фасад сооружения имел два арочных углубления, однако позднее его выровняли.Так как опорные конструкции сооружения залегают на уровне реки Неглинной, строение сильно вытянуто и отличается от большинства кремлёвских башен обратным отношением размеров верха и низа. Такая форма делает Комендантскую башню сходной со Средней Арсенальной. Нижний объём здания представляет собой массивный четверик и завершается боевой площадкой с парапетами. Над ней располагается четырёхгранный объём, увенчанный восьмигранным шатром со смотровой вышкой и флюгером. Архитектурный стиль сооружения сходен с другими малыми кремлёвскими башнями, в частности с Набатной и Оружейной. Внутри строение разделено на три восходящих яруса, перекрытых цилиндрическими сводами. Вход в помещения обустроен со стороны Кремля. Комендантская башня не оборудована отоплением. Строительных чертежей Комендантской башни не сохранилось, поэтому об устройстве тайников и подземных частей сооружения ничего не известно. Сергей Девятов предполагает, что документы по организации крепостных укреплений были засекречены и уничтожены.